# Troncal Amazónica
La Troncal Amazónica (E45) es una carretera ecuatoriana, con avances en diferentes niveles en 5 provincias amazónicas:Provincia de Sucumbíos, Provincia de Napo, , Provincia de Pastaza, Provincia de Morona Santiago, Provincia de Zamora Chinchipe
Su inicio norte es la localidad de Puerto El Carmen, en la frontera con Colombia. Su término sur es la ciudad de Zamora, cerca de la frontera con Perú.

## Localidades destacables
De norte a sur:
- Nueva Loja, Sucumbíos
- El Dorado de Cascales, Sucumbíos
- Lumbaqui, Sucumbíos
- El Chaco, Napo
- Baeza, Napo
- Archidona, Napo
- [[Archivo:|20x20px|border|Bandera de Tena]] Tena, Napo
- Carlos Julio Arosemena Tola, Napo
- Santa Clara, Pastaza
- [[Archivo:|20x20px|border|Bandera de Puyo]] Puyo, Pastaza
- [[Archivo:|20x20px|border|Bandera de Macas]] Macas, Morona Santiago
- Sucúa, Morona Santiago
- Logroño, Morona Santiago
- General Leonidas Plaza Gutiérrez, Morona Santiago
- San Juan Bosco, Morona Santiago
- Gualaquiza, Morona Santiago
- El Pangui, Zamora Chinchipe
- Yantzaza, Zamora Chinchipe
- Zumbi, Zamora Chinchipe
- [[Archivo:|20x20px|border|Bandera de Zamora (Ecuador)]] Zamora, Zamora Chinchipe